# Placea germainii
Placea germainii är en amaryllisväxtart som beskrevs av Rodolfo Amando Philippi. Placea germainii ingår i släktet Placea och familjen amaryllisväxter. Inga underarter finns listade i Catalogue of Life.